# Kommunikationsmodel
En kommunikationsmodel er en teoretisk model over hvordan en kommunikation mellem afsender og modtager kan forløbe. Der findes en række forskellige kommunikationsmodeller der alle kan anvendes i forskellige situationer. Et eksempel på en kommunikationsmodel kunne være: Hvem siger hvad til hvem gennem hvilket medie med hvilken hensigt.
En beskrivelse af en kommunikationsmodel i sammenhæng med en reklame (eller reklamekampagne) indeholder oftest bl.a.:
- Et budskab
- En afsender
- En modtager
- En form for indkodning (metoden hvormed afsenderen sender sin besked – beskeden bliver indkodet i fx en visuel reklame)
- En form for afkodning (metoden hvormed modtageren modtager beskeden – den indkodede besked bliver afkodet. Det er afsenderens opgave at skabe reklamen på en sådan måde, at modtageren afkoder beskeden til at være det samme som den oprindelige, indkodede besked)
- Støj (elementer som kan påvirke modtageren på en sådan måde, at beskeden bliver afkodet forkert)
- USP-ESP (Unique Selling Proposition og Emotional Selling Proposition – USP anvendes typisk, når afsenderen forsøger at tale til modtagerens kvalitetsbevidsthed, mens ESP typisk anvendes når afsenderen forsøger at tale til modtagerens emotionelle bevidsthed)

En vigtig kommunikationsmodel kan også fx være AIDA-modellen.
| Sprog | Spire Denne artikel om sprog er en spire som bør udbygges. Du er velkommen til at hjælpe Wikipedia ved at udvide den. |